# Candy Crush Jelly Saga
Candy Crush Jelly Saga è un videogioco per smartphone, Facebook e Windows della King.com uscito a gennaio 2016. È il terzo capitolo della serie Candy Crush Saga ed il seguito di Candy Crush Soda Saga.